# Порговиця
Порговиця, Торговиця — річка у Новоархангельському районі Кіровоградської області, ліва притока Синюхи (басейн Південного Бугу).

## Опис
Довжина річки 13 км, похил річки — 5,4 м/км. Формується з декількох безіменних струмків та водойм. Площа басейну 75,4 км². 
Колишня назва річки походить від назви села Торговиця, яке розташоване на правому березі Синюхи, проти гирла Порговиці (Торговиці).

## Розташування
Порговиця бере початок у селі Скалівські Хутори і течне на захід. У селищі Новоархангельське впадає у річку Синюху, ліву притоку Південного Бугу.